# Jihlava
För andra betydelser, se Jihlava (olika betydelser).
Jihlava (tyska: Iglau) är en stad i Tjeckien, i det historiska landskapet Mähren. Staden ligger 523 meter över havet i distriktet Okres Jihlava i regionen Vysočina (där den är huvudort), 110 km sydost om huvudstaden Prag. Antalet invånare är 50 714 (2016).

## Läge och stadsbild
Trakten runt Jihlava tillhör det böhmisk-mähriska höglandet. Stadskärnan ligger på en höjd, sydväst om bäcken Jihlávkas inflöde i floden Jihlava. Delar av ringmuren och många äldre byggnader är bevarade. 

### Kommunikationer
5 kilometer norr om staden finns anslutning till motorvägen D1 mellan Prag och Brno.

## Historia
- Jihlava ligger i det historiska landskapet Mähren, nära gränsen till Böhmen.
- Det fanns en slavisk bosättning norr om floden Jihlava där Johannes Döparens kyrka, Kostel sv. Jana Křtitele, grundlades före år 1200.[3]
- Under första hälften av 1200-talet gjordes ett rikt silverfynd söder om floden. Denna plats fick snabbt stadsrättigheter och befästes. År 1249 kodifierades stadens gruvlag och 1270 dess byggnadslag, båda är de tidigaste kända i Centraleuropa. År 1279 omnämns ett myntverk.[3] Många inflyttade talade tyska.[4] Judar omnämns i stads- och gruvlagarna.[5]
- Redan i början av 1400-talet var de tysktalande i majoritet och staden stödde katolikerna under husitkrigen.[4] Judarna utvisades ur staden 1425 och 1454.[5] Under 1400-talet blev staden känd för sin textiltillverkning.[3]
- År 1526 kom Mähren till Habsburg.
- Under trettioåriga kriget ockuperades Jihlava 1645-1647 av svenska trupper.[6] Den insatte kommendanten, Samuel von Österling, fick negativt eftermäle.[7]
- År 1742 under första schlesiska kriget, ockuperades staden av preussiska trupper, men återtogs snart av Habsburg.
- Med tiden bosatte sig åter judar i Jihlava och år 1858 inrättades en synagoga.[5]
- Stadens befolkningsmajoritet och överskikt, liksom förvaltningen, talade tyska fram till Tjeckoslovakiens inrättande 1918. Först under mellankrigstiden blev flertalet tjeckisktalande.[4]
- Området annekterades av Tyskland den 15 mars 1939 och blev del av Böhmen-Mähren. Den 30 mars förstördes Jihlavas synagoga. Många invånare förklarade sig vara tyskar, tjeckerna förtrycktes och av de 1700 judar som fanns i staden 1941 överlevde endast ett fåtal förintelsen.[4][5]
- Efter andra världskriget förföljdes och deporterades de flesta tyskar. Deras egendom beslagtogs genom Benesdekreten.[4]
- År 2004 inrättades Jihlavas högskola, VSPJ.[8]

### Heraldik
Stadens vapen, som visar Böhmens krönta lejon och en röd Igelkott, anspelande på stadens tyska namn, är känt sedan 1406.

### Kända personer
- Gustav Mahler växte upp i Jihlava från 1860 till 1875.[10]
- Ottokar Lorenz

## Vänorter
- Eilenburg
- Heidenheim an der Brenz
- Purmerend
- Sisak